# 바실리엘라
바실리엘라(Basiliella)는 고생대 캄브리아기와 오르도비스기에 서식하던 삼엽충의 일종이다. 대한민국, 오스트레일리아, 모로코, 아르헨티나 등 당시 곤드와나라는 초대륙을 이루었던 지역들에서 발견된다.

## 특징
바실리엘라는 아사푸스상과(Asaphoidea)의 일종이다. 두부(머리)의 미간(glabella) 뒤쪽 끝이 하나의 마디(occipital ring)로 분리되어 있으며, 그 앞에는 작은 혹(glabellar tubercle)이 나 있다. 흉부(가슴)은 마디가 여덟 개이고, 미부(꼬리)가 크다. 바실리엘라에서 보이는 이러한 특징들은 아사푸스목, 아사푸스상과에 속함을 알려준다.
바실리엘라는 미간이 커 머리 앞쪽까지 뻗어나간다. 머리의 미간 앞 공간, 즉 전미간 영역(preglabellar field)이 매우 좁은 것이 바실리엘라 머리의 특징이라 할 수 있다. 미간은 네모꼴이며, 고랑이 좌우로 크게 두 쌍이 나 있다. 입 뚜껑인 하이포스톰(hypostome)은 뒤로 한 쌍의 날이 돌출된 모양이며, 머리 아랫면의 두블류어(doublure)에 앞쪽이 걸쳐져 있는 컨터미넌트(conterminant) 형태이다. 미부(꼬리)는 10개 전후의 마디로 이루어져 있는데, 미부 표면에 늑고랑(pleural furrow)이 매우 희미하거나 없는 경우가 많다.

## 한국의 바실리엘라
바실리엘라는 조선 누층군 직운산층에서 카와사키종(B. kawasakii) 및 티피칼리스종(B. typicalis)이 산출된다. 카와사키종은 미간 위 두 쌍의 고랑 중 앞에 있는 것이 티피칼리스종보다 길다. 또한, 머리 앞쪽의 안검엽고랑(palpebral furrow)가 티피칼리스종보다 뚜렷하다. 미부의 늑고랑은 티피칼리스종이 카와사키종보다 잘 나타난다.
바실리엘라는 대형 삼엽충으로, 직운산층에서 발견되는 것들 중에서 가장 큰 개체들은 30cm에 육박하기도 한다.

## 세계의 바실리엘라
바실리엘라 최이(B. choii)의 종소명은 한국인의 이름에서 따온 것이지만, 한국에서는 산출되지 않고 되려 오스트레일리아에서만 발견된다. 최이라는 종소명이 붙은 까닭은, 외국인 연구자들이 한국의 고생물학자인 최덕근 교수의 삼엽충 연구 업적을 기리고자 하였기 때문이다.
모로코의 페주아타층(Fezouata Formation)에서도 바실리엘라의 화석이 여럿 발견되는데, 그 중에서는 머리 끝에서 꼬리 끝까지의 길이가 자그마치 51cm인 것도 있다.